# Vincent Rivasseau
Vincent Rivasseau (* 5. Dezember 1955 in Talence) ist ein französischer mathematischer Physiker.

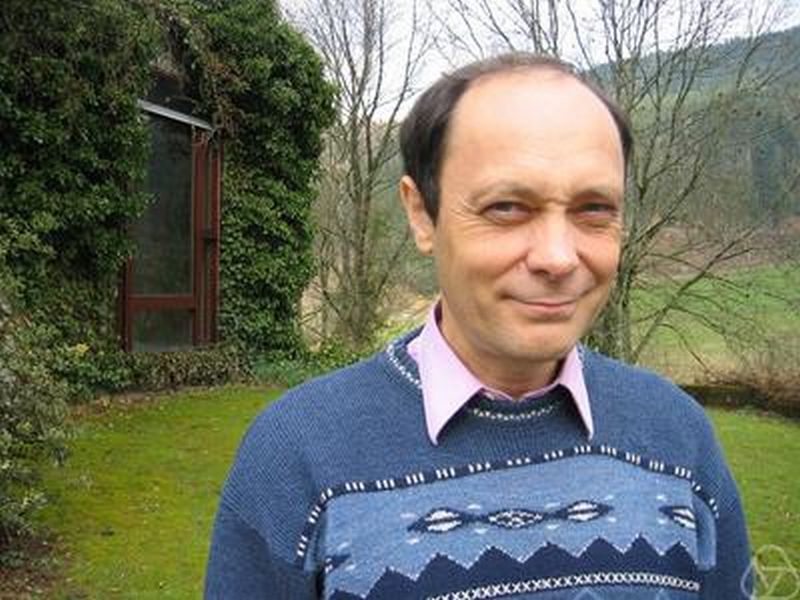
Rivasseau in Oberwolfach 2006

Rivasseau studierte ab 1974 an der École normale supérieure und danach 1978/79 an der Princeton University bei Arthur Wightman. 1979 wurde er an der Universität Paris VI promoviert (Thèse de troisième cycle, Sommation et estimation d'amplitudes de Feynman, gefolgt von der Thèse d'État 1982, Développements asymptotiques et méthodes graphiques en physique mathématique). Ab 1981 war er Wissenschaftler der CNRS am Zentrum für Theoretische Physik der École polytechnique.  Seit 2001 ist er Professor für Physik an der Universität Paris-Süd in Orsay.
Rivasseau befasst sich mit Konstruktiver Quantenfeldtheorie und Renormierungstheorie mit Anwendungen auf die Vielteilchentheorie, wie Quantenflüssigkeiten wechselwirkender Fermionen in der Festkörperphysik. Seit 2004 befasst er sich mit Quantenfeldtheorien auf nichtkommutativen Raum-Zeiten und den Group Field Theory (höherdimensionale Verallgemeinerungen von Zufallsmatrizen) Zugang zur Quantengravitation.
Er engagiert sich für die Entwicklung der Wissenschaften in Afrika und ist Präsident der Association pour la Promotion Scientifique de l'Afrique. 
Mehrmals leitete er Kurse am African Institute for Mathematical Sciences im südafrikanischen Muizenberg.
Er ist Mit-Organisator der Poincaré Séminaire am Institut Henri Poincaré.

## Schriften
- From Perturbative to Constructive Renormalization. Princeton University Press, Princeton NJ u. a. 1991, ISBN 0-691-08530-7.